# Isleria
Az Isleria a madarak osztályának verébalakúak (Passeriformes) rendjébe és a hangyászmadárfélék (Thamnophilidae) családjába tartozó nem. A nem nevét  Morton és Phyllis Isler amerikai ornitológusok tiszteletére választották.

## Rendszerezésük
A nemet Gustavo A. Bravo, R. Terry Chesser és Robb T. Brumfield írták le 2012-ben és két faj került ide a Myrmotherula nemből:
- Isleria hauxwelli
- Isleria guttata

## Előfordulásuk
Dél-Amerika északi részén honosak. A természetes élőhelyeik szubtrópusi és trópusi síkvidéki esőerdők és mocsári erők, folyók és patakok környékén. Állandó nem vonuló fajok.

## Megjelenésük
Testhosszuk 8,5-9,5 centiméter körüli.